# Sematophyllum calderense
Sematophyllum calderense là một loài rêu trong họ Sematophyllaceae. Loài này được (Sull.) A. Jaeger mô tả khoa học đầu tiên năm 1878.